# Készletgazdálkodási mechanizmusok
Legfőbb kérdései, hogy mikor rendeljünk, azonos időközönként (t) vagy raktár készletszintjének egy bizonyos pontja után. Másik legfőbb kérdés, hogy mennyit rendeljünk, a rendelési tétel nagysága rögzített (q) vagy a készletet mindig egy maximális készletszintre töltjük fel.
Ezen változók alapján 5 formáját ismerjük a készletgazdálkodási mechanizmusoknak:
- fűrészfog-modell /ugyanabban az időben ugyanannyit rendelünk/

- ciklus-modell /állandó időben, változó a mennyiség/

- csillapításos /mennyisége és ideje változó/

- két raktáros /állandó mennyiség, változó időben/

- raktár nélküli (JIT)

## Fűrészfogas-modell
Lényege, hogy azonos időközönként rendelünk azonos tétel nagyságban. A folyamatos készletellenőrzésről szinte teljes mértékben lemondhatunk ezen mechanizmus alkalmazása során.

## Ciklikus
A rendelési időköz állandó, de a rendelési tétel nagysága a szükségletnek megfelelően változik. Figyelembe kell venni Smax (maximális készletszint) készletszintet és egy constans utánpótlási késési időt. A készletet az adott időtartamra jutó q mennyiségekkel kell tervezni (mivel a rendelési tétel nagyság változó).
Előnye: a fix rendelési idő miatt a folyamatos készletellenőrzéstől eltekinthetünk
Hátránya: a felhasználás intenzitása változó, így viszonylag magasabb készletszintet kell fenntartani a működés zavartalanságához. A folyamatos azonos volumenű rendelés miatti árengedményektől elesünk.

## Csillapításos
Adott a rendelési tételnagyság (q) és ezt változó időközönként rendelik meg a felhasználástól függően. A rendelési időt kell extrapolálni és szigorúan figyelembe kell venni a raktár Smax és Smin készletét, valamint az utánpótlási késési időt.
Előnye: az állandó mennyiségből adódó árengedményeket ki tudjuk használni
Hátránya: nagyon szigorú készletellenőrzési technikát igényel

## Két raktáros
Nem Smax készlet van, hanem Sj jelzőkészletet határoznak meg tapasztalati úton és amikor a készlet ez alá a jelzőkészlet alá csökken (a határ nem merev), folyamatosan feladjuk az állandó tételnagyságra vonatkozó megrendelésünket. (Hasonlít a csillapításosra)
Előnye:
automatikus jellegű a q rendelési mennyiség állandó
nem igényel folyamatos szigorú készletellenőrzést
az állandó volumennagyságból eredő árengedményeket ki tudjuk használni
Hátránya:
nagy szórású anyagfelhasználást igénylő termelési folyamat esetén magas jelzőkészletet kell megállapítani
a magas jelzőkészlet miatt nagy lesz a raktározási költség

## Raktár nélküli
Lásd JIT, Just In Time